# Roa/Lunner
Roa/Lunner este o localitate din comuna Lunner, provincia Oppland, Norvegia, cu o suprafață de  km² și o populație de  locuitori (2013).